# Histoire de la photographie
 (septembre 2015).

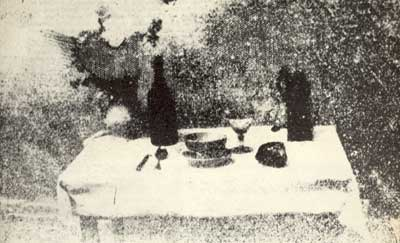
La Table servie est la première nature morte fixée et une des premières photographies (physautotype), attribuée à Nicéphore Niépce, prise à une date non connue au début des années 1820 ou des années 1830.

L'histoire de la photographie retrace les étapes qui jalonnent l'évolution du procédé photographique depuis son invention jusqu'à nos jours. L'invention de la photographie nécessitait, d'une part la réalisation d'un dispositif optique permettant la création de l'image, et d'autre part de fixer cette image sur un support pérenne par un processus chimique irréversible. Les usages de cette technique ont évolué, et sa dimension artistique a notamment été reconnue.

## Techniques précurseurs de la photographie

### Les origines
La photographie a profité de nombreuses innovations technologiques et techniques dans les domaines de l'optique, de la chimie, de la mécanique, de l'électricité, de l'électronique et de l'informatique.
Les deux phénomènes nécessaires à l'obtention d'images photographiques (chambre noire et phénomènes de réflexion et de réfraction lumineuses) étaient pour certains connus depuis longtemps et exposés dans le Traité d'optique au XIe siècle.
La chambre noire était déjà connue par Aristote (384-322 av. J.-C.), par le savant perse Ibn Al-Haytham (965-1038) et par Léonard de Vinci (1452-1519) ; on peut la considérer comme l'ancêtre des appareils photographiques. Elle est constituée par une boîte fermée, étanche à la lumière, dont une des faces est percée d'un très petit trou, le sténopé. L'image inversée d'un objet éclairé placé à l'extérieur devant le trou se forme sur la paroi opposée. La chambre claire, vers 1800, témoigne d'un intérêt pour l'objet technique entre le sujet, l'œil et l'image.
D'autre part, les alchimistes savaient que la lumière noircissait le chlorure d'argent. Vers 1780, Jacques Charles, plus connu pour son invention de l'aérostat gonflé à l'hydrogène, parvint à figer, mais de façon fugitive, une silhouette obtenue par le procédé de la chambre noire sur du papier imbibé de chlorure d'argent. Thomas Wedgwood (1771-1805) fit des expériences analogues avec le nitrate d'argent ; il en publia un mémoire en 1802. De son côté John Herschel en 1819 décrit les propriétés de l'hyposulfite de sodium qui deviendra le fixateur.

### La chambre noire

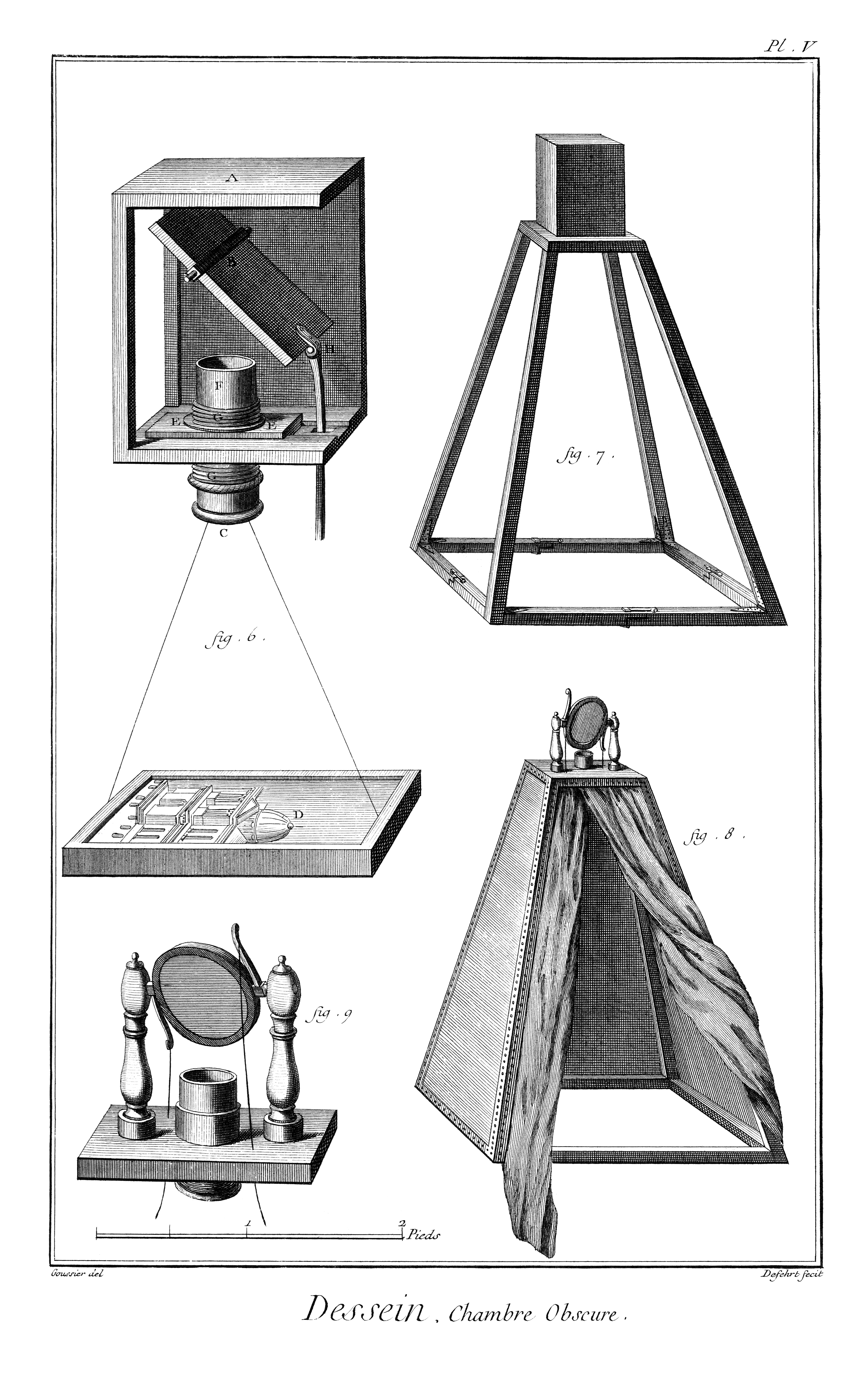
Camera obscura.

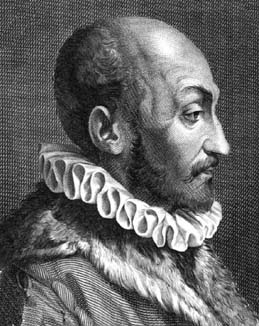
Giambattista della Porta.

Les réflexions d'Aristote et les travaux du père de l'optique moderne Ibn al-Haytham, ont permis de mettre la réalité en boîte ; il suffit de percer un « petit trou » (sténopé) dans une chambre noire (en latin : camera obscura) pour voir apparaître une image inversée dans le fond blanc de la boîte.
À l'époque de la Renaissance, les peintres italiens commencent à découvrir les lois de la perspective. Pour simplifier le tracé de leurs paysages, ils utilisent des appareils optiques qui permettent de projeter sur une surface une image d'un paysage ou d'un objet : la chambre claire, la chambre noire, le perspectographe (le portillon d'Albrecht Dürer).
Elle fut employée par de nombreux artistes, dont Giambattista della Porta, Vermeer, Guardi et Giovanni Antonio Canal, dit Canaletto, qui l'utilisa notamment pour mettre en perspective ses célèbres paysages des canaux de Venise.
Les visiteurs de l'érudit italien Giambattista della Porta (ca 1535 - 1615) auraient été effrayés en voyant sur le mur l'image des petits personnages se déplaçant la tête en bas (Magia naturalis livre XVII chap.6). Pris de panique, ils se seraient précipités hors de la pièce. Della Porta a été accusé de sorcellerie. Della Porta voulut divertir ses invités en leur faisant découvrir une camera obscura c'est-à-dire la chambre noire en latin.
Celle-ci peut produire un effet spectaculaire, bien que son principe de fonctionnement soit simple. Quand la lumière pénètre par un trou minuscule dans une boîte ou une pièce obscure, une image inversée et renversée de l'extérieur est projetée sur la paroi opposée. Ce que les invités de Della Porta avaient vu n'était rien de plus que les acteurs qui jouaient dans la pièce voisine. Ce qu'on appelle maintenant la chambre noire était l'ancêtre de l'appareil photo moderne.
La chambre noire n'était pas une nouveauté à l'époque de Della Porta. Aristote (384-322 av. J.-C.) avait observé le principe selon lequel elle fonctionnerait. Alhazen, un savant arabe du Xe siècle, en avait donné une description détaillée, et les carnets du célèbre Léonard de Vinci, au XVe siècle, en faisaient aussi mention.

### L'objectif
Le principal inconvénient du sténopé est son manque de luminosité. En effet, la définition de l'image produite, c'est-à-dire la finesse des détails, est en fonction de la dimension du trou. Pour obtenir une image suffisamment détaillée, celui-ci doit être le plus petit possible ; mais alors il ne passe que très peu de lumière et l'image est peu visible.
Au XVIe siècle, la netteté de l'image s'est améliorée avec l'introduction de la lentille. Une lentille de verre, qui peut focaliser les rayons lumineux, améliore les performances du sténopé : le diamètre de l'ouverture étant plus important, on admet davantage de lumière et l'image est plus claire. De nombreux artistes ont d'ailleurs utilisé cet accessoire de façon à rendre avec plus d'exactitude la perspective de l'échelle.

### La chimie photographique
Le dispositif physique permettant de créer l'image étant inventé, il restait une étape importante à franchir : comment faire en sorte que la vision fugitive créée par la lumière dans la chambre noire se transforme en une image véritable, stable et durable comme un dessin ou une peinture. Autrement dit, comment supprimer le travail du dessinateur ou du peintre, avec tout ce qu'il suppose d'interprétation personnelle, d'erreurs et d'imprécisions, et faire exécuter ce travail automatiquement par la lumière elle-même ?
Pourtant, malgré de multiples tentatives, il a fallu attendre le XIXe siècle pour obtenir une image permanente.
La découverte de l'action des rayons lumineux sur une surface sensible est attribuée aux alchimistes du Moyen Âge, qui connaissaient les propriétés du chlorure d'argent, sensible à la lumière. Elle fut suivie durant les XVIIe et XVIIIe siècles par diverses recherches (Johann Heinrich Schulze, Giovanni Battista Beccaria, Thomas Wedgwood).

## Premières images fixant la lumière

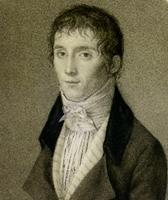
Joseph Nicéphore Niépce.

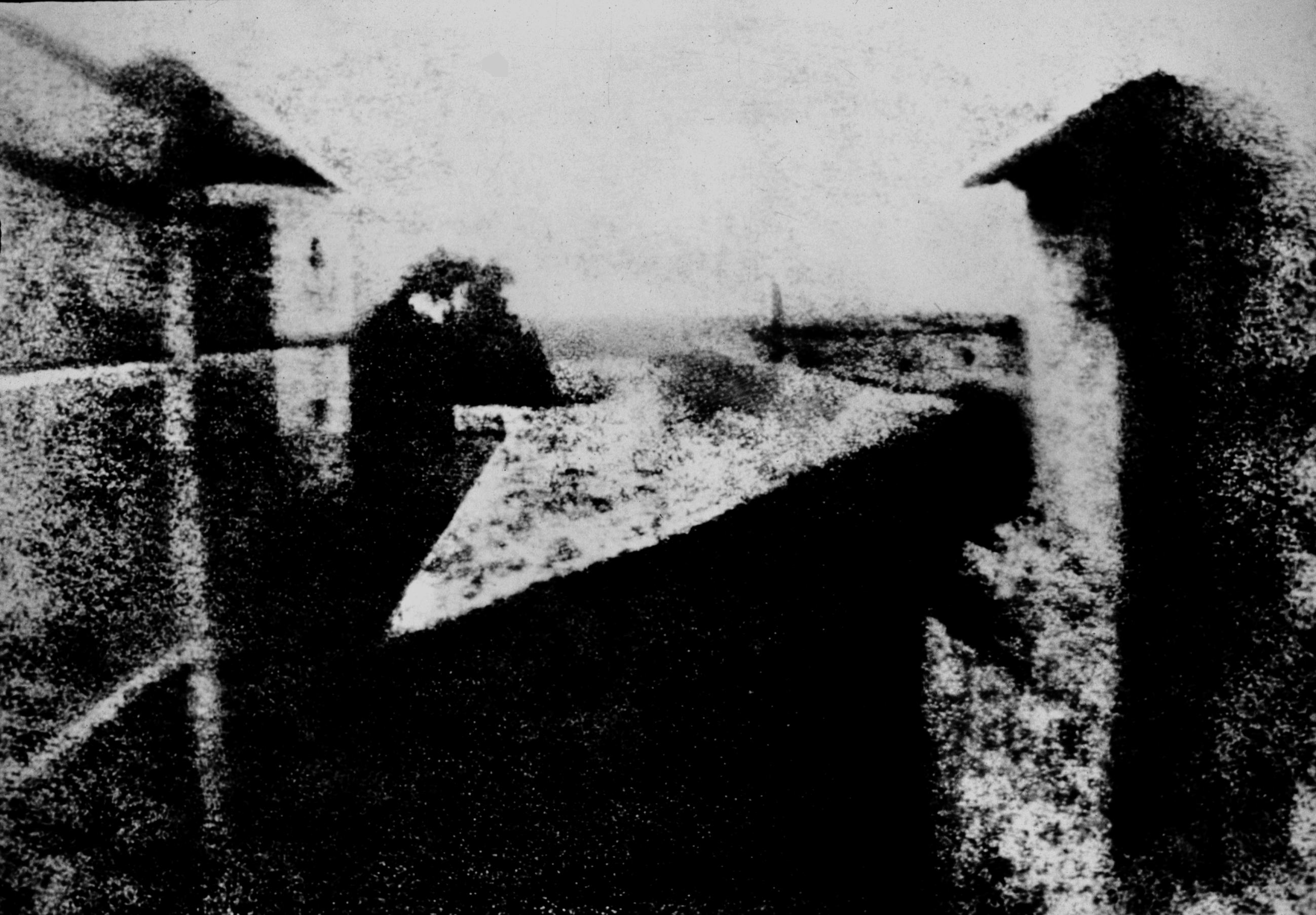
Première expérience réussie de fixation permanente d'une image de la nature Point de vue du Gras : la cour du domaine du Gras, dans le village de Saint-Loup-de-Varennes (Nicéphore Niépce en 1827). Cette photographie représente une partie de la propriété de Niépce.

### Nicéphore Niépce
Joseph Nicéphore Niépce, un inventeur de Chalon-sur-Saône, associe ces trois procédés pour fixer des images (de qualité moyenne) sur des plaques d'étain recouvertes de bitume de Judée, sorte de goudron naturel qui possède la propriété de durcir à la lumière (1826 ou 1827).
Au début du XIXe siècle Joseph Nicéphore Niépce (1765-1833) se consacrait à l'amélioration de la technique de la lithographie, très à la mode à cette époque-là. Parce qu'il avait peu de talent pour dessiner les épreuves qu'il voulait reproduire, Nièpce pensa à utiliser la lumière. Dès 1812, il parvint à obtenir en lithographie des négatifs (grâce au nitrate d'argent) et des positifs (avec du bitume de Judée), mais ces images n'étaient pas stables. Il utilise pour cela du sel d'argent placé au fond d'une chambre noire, mais le sel d'argent continue de noircir après l'exposition et l'image finit par disparaître.
En 1819, John Herschel décrit les propriétés de l'hyposulfite de sodium qui deviendra le fixateur de Mijus.
Après un premier négatif non fixé en 1816, la première photographie conservée représente une aile de sa propriété à Saint-Loup-de-Varennes en Saône-et-Loire. Ce cliché de 16,2 × 20,3 cm est visible à l'Université d'Austin au Texas depuis qu'Helmut Gernsheim en a fait don à cette institution, en 1963. Si on regarde bien cette image (ci-contre), on remarque son éclairage particulier. En effet, la pose a duré de nombreuses heures (on estimait la pose entre 8  et   10 heures, réévaluée depuis à plusieurs jours) ; le Soleil a donc éclairé le mur de droite puis celui de gauche plus tard dans la journée.
Niépce se rend compte que l'important est d'interrompre l'action du produit après une période d'exposition à la lumière. Après avoir tenté des produits qui éclaircissent à la lumière au lieu de noircir avec toujours le même problème de stabilité, il s'intéresse à différents acides qui agiraient sur une plaque de métal ou de calcaire et seraient lavés ensuite. Mais l'acide ne réagit pas à la lumière. Il comprend grâce à cette expérience que l'action de la lumière n'a pas besoin d'être visible immédiatement, mais peut être révélée ensuite. Il tente d'utiliser la résine de gaïac, sensible aux ultra-violets qui perd sa solubilité dans l'alcool (dont le procédé peut donc être interrompu). Possible en plein Soleil, l'opération est un échec en chambre noire, car les ultraviolets (inconnus de Niépce) sont filtrés.

L'expérience suivante, en 1822, utilise le contact et le bitume de Judée. Cette substance perd sa solubilité sous l'action du Soleil. Donc une plaque de métal enduite de ce bitume est exposée plusieurs heures, puis rincée au solvant, puis rongée par l'acide aux endroits où le bitume est dissous. Le résultat est concluant et permet en particulier de créer des supports métalliques pour l'imprimerie. Niépce constate néanmoins que les dégradés ne sont pas satisfaisants. Des hachures peuvent rendre ce dégradé en imprimerie, mais limite la source de l'image à des gravures, impossible d'avoir des sujets réels.

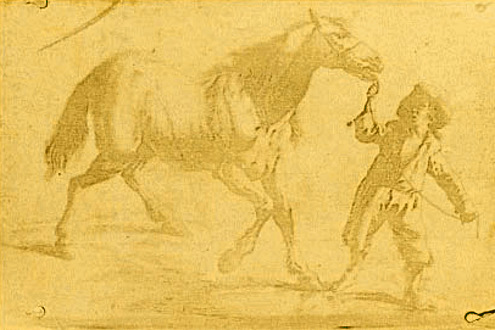
Première gravure héliographique connue, obtenue par Niépce en 1825 avec le procédé de l'héliographie ; copie d'une gravure du XVIIe siècle montrant un homme menant un cheval.

Entre la fixation du négatif et la première photographie stable, de nombreux essais ont été nécessaires ; certains sont parvenus jusqu'à nous. En 1824, Nièpce explique sa découverte, qu'il appellera Héliographie, qui consistait à reproduire spontanément l'action de la lumière, avec la dégradation de teintes noires, sur les images reçues dans la Camera obscura. Ainsi cette image datée de 1825 est la plus ancienne gravure héliographique connue,. Elle est une reproduction par Niépce d’une gravure néerlandaise représentant un petit cheval. La vue de sa propriété de Saint-Loup-de-Varennes (Saône-et-Loire) est majoritairement reconnue comme la première photographie en raison de sa stabilité et parce qu'il s'agit de la première image connue prise d'après nature avec une chambre noire utilisée comme appareil photographique ; elle date de 1827. Niépce plaça une plaque d'étain recouverte de bitume dans une chambre noire, face à une fenêtre de sa propriété. Il l'exposa ainsi pendant plusieurs jours. Cela forma une image floue – mais maintenant très connue – d'un bâtiment, d'un arbre et d'une grange.
Les dégradés et la précision que Niépce souhaite ne sont réellement satisfaisants qu'après un nouveau changement de support et d'activateur. En 1828, il utilise une plaque d'argent et de la vapeur d'iode, le résultat est enfin à la hauteur de ses espérances. Le temps d'exposition est toujours de plusieurs heures à plusieurs jours.

### Louis Daguerre

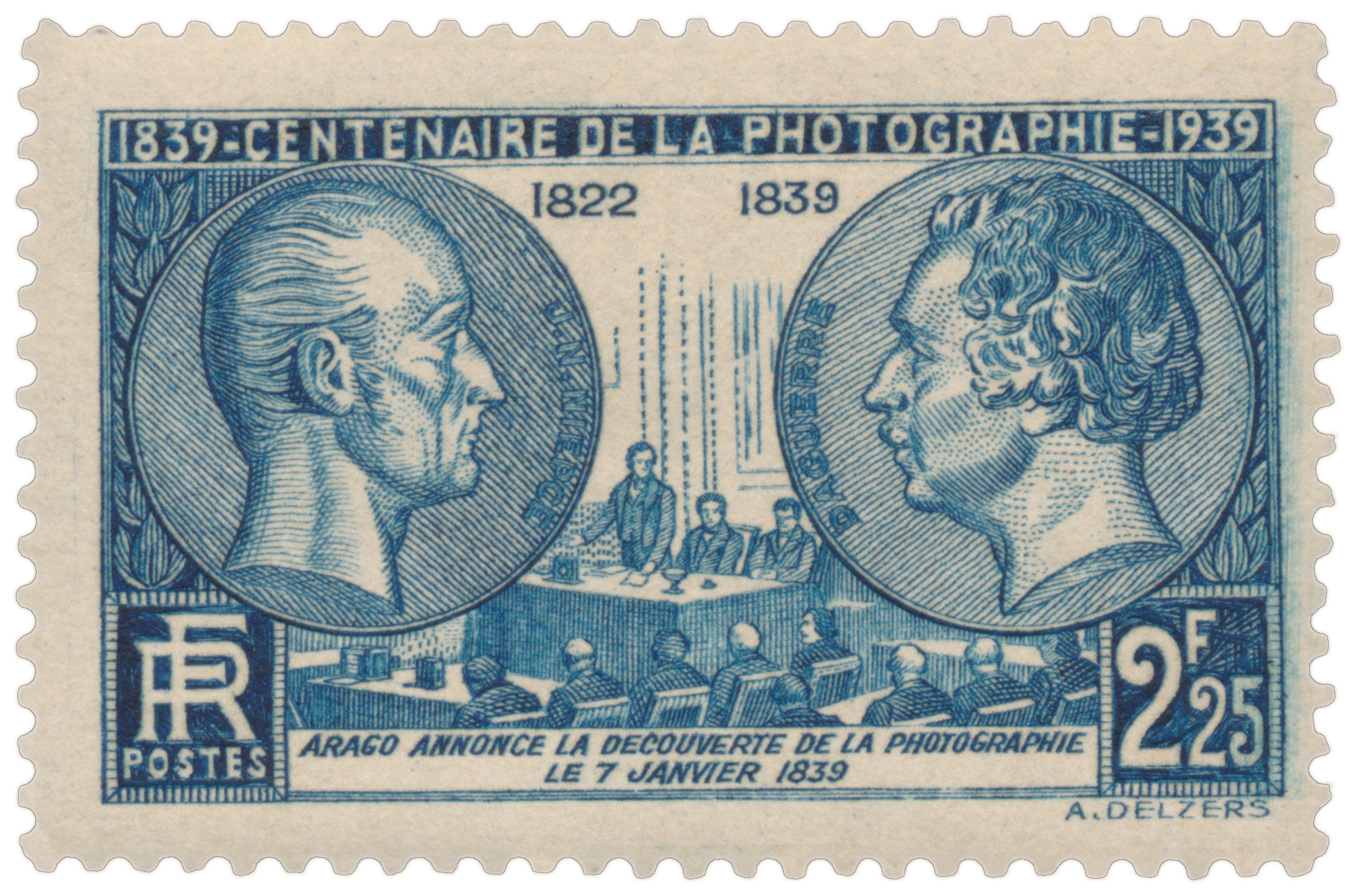
Timbre de 1939 commémorant le centenaire de l' annonce de la découverte de la photographie par Arago le 7 janvier 1839.

Louis Jacques Mandé Daguerre (1787-1851) est un inventeur, un artiste et un peintre qui s’intéresse à la photographie. Vers 1828 il se rapproche de Nicéphore Niépce en devenant son fournisseur d’optique à Paris. À partir de 1829, Daguerre commence véritablement ses travaux en chimie en utilisant l'iode découverte par Bernard Courtois. Avec Niépce, ils mettent en place un contrat de collaboration pour perfectionner l’héliographe. Deux défis sont à relever : le premier est de réduire le temps de pose, le second est d'améliorer la chimie sensible. Daguerre, grâce à sa connaissance des optiques et des chambres noires, propose d’améliorer la chambre en utilisant des optiques plus lumineuses. Niépce va, de son côté, tenter d’améliorer la chimie sensible mais il meurt en 1833, après avoir échangé toute une correspondance codée entre eux.
Daguerre va reconduire le contrat avec le fils du défunt, Isidore Niépce, et signer en 1837 un traité définitif dans lequel l’invention est attribuée à Daguerre. Daguerre accomplit des progrès importants : les vapeurs d'iode sont utilisées comme agent sensibilisateur sur une plaque de cuivre recouverte d'une couche d'argent polie et la réaction entre l’iode et l’argent produit de l’iodure d’argent, une substance qui se révèle plus sensible à la lumière que le bitume de Judée. Par hasard, il découvre que si une plaque exposée était traitée aux vapeurs de mercure, l'image latente apparaissait nettement. À partir de ce moment-là, le temps de pose se réduit considérablement. Plus tard, Daguerre se rend compte qu'en trempant la plaque dans une solution saline, il pouvait empêcher l'image de noircir avec le temps. En découvrant le principe du développement de l'image latente, Daguerre raccourcit le temps de pose à quelques dizaines de minutes.
En 1839, il promeut son invention auprès du savant et député François Arago, qui lui accorde son soutien. Ainsi, la date conventionnelle de l'invention de la photographie est le 7 janvier 1839, jour de la présentation par Arago à l'Académie des sciences de l'« invention » de Daguerre, le daguerréotype. C'est en fait une amélioration de l'invention de Niépce. L'État français l'acquiert contre une rente viagère annuelle de 6 000 francs à Daguerre et de 4 000 francs à Isidore Niépce, puis en fait don « au monde ».

### Le daguerréotype

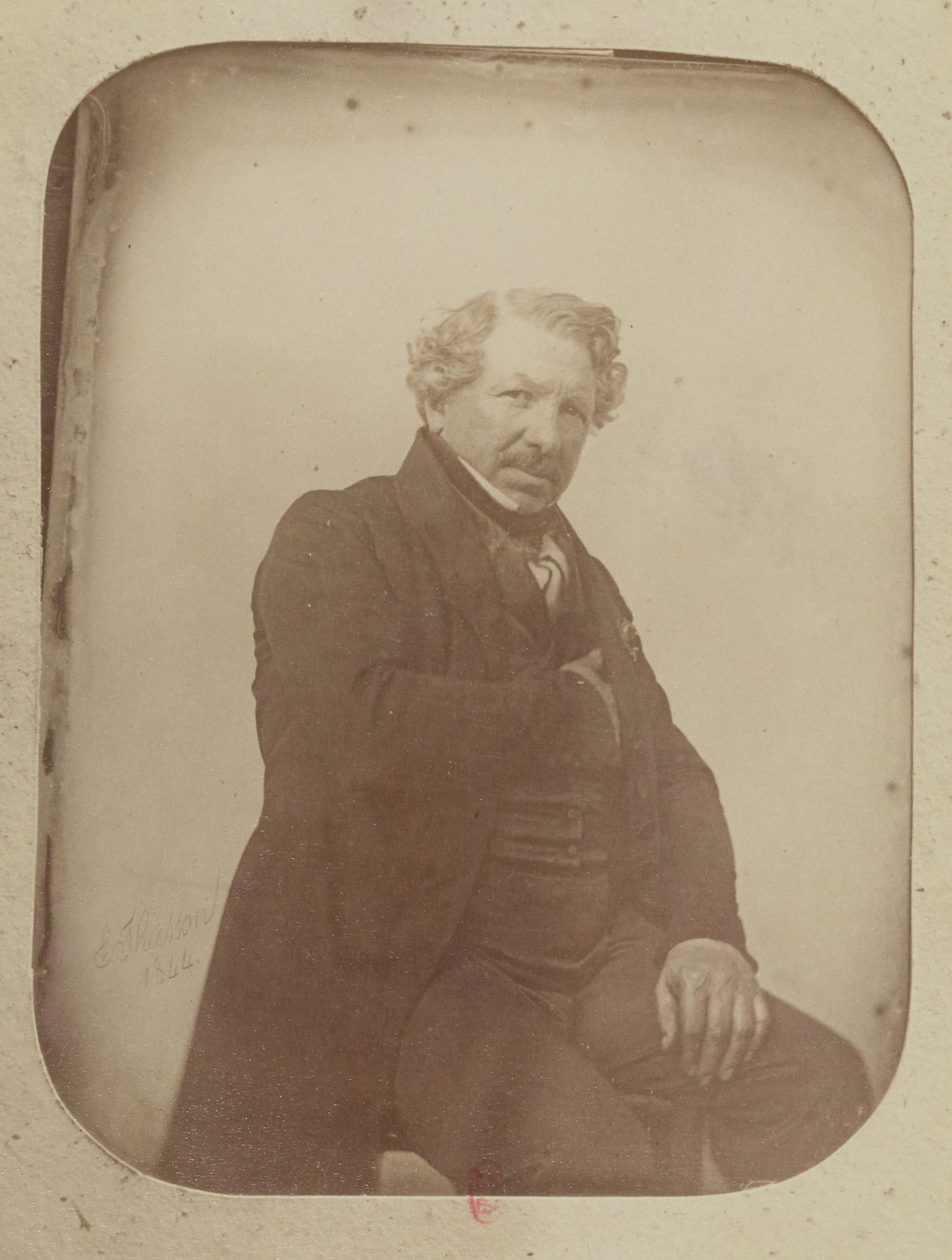
Louis Daguerre.

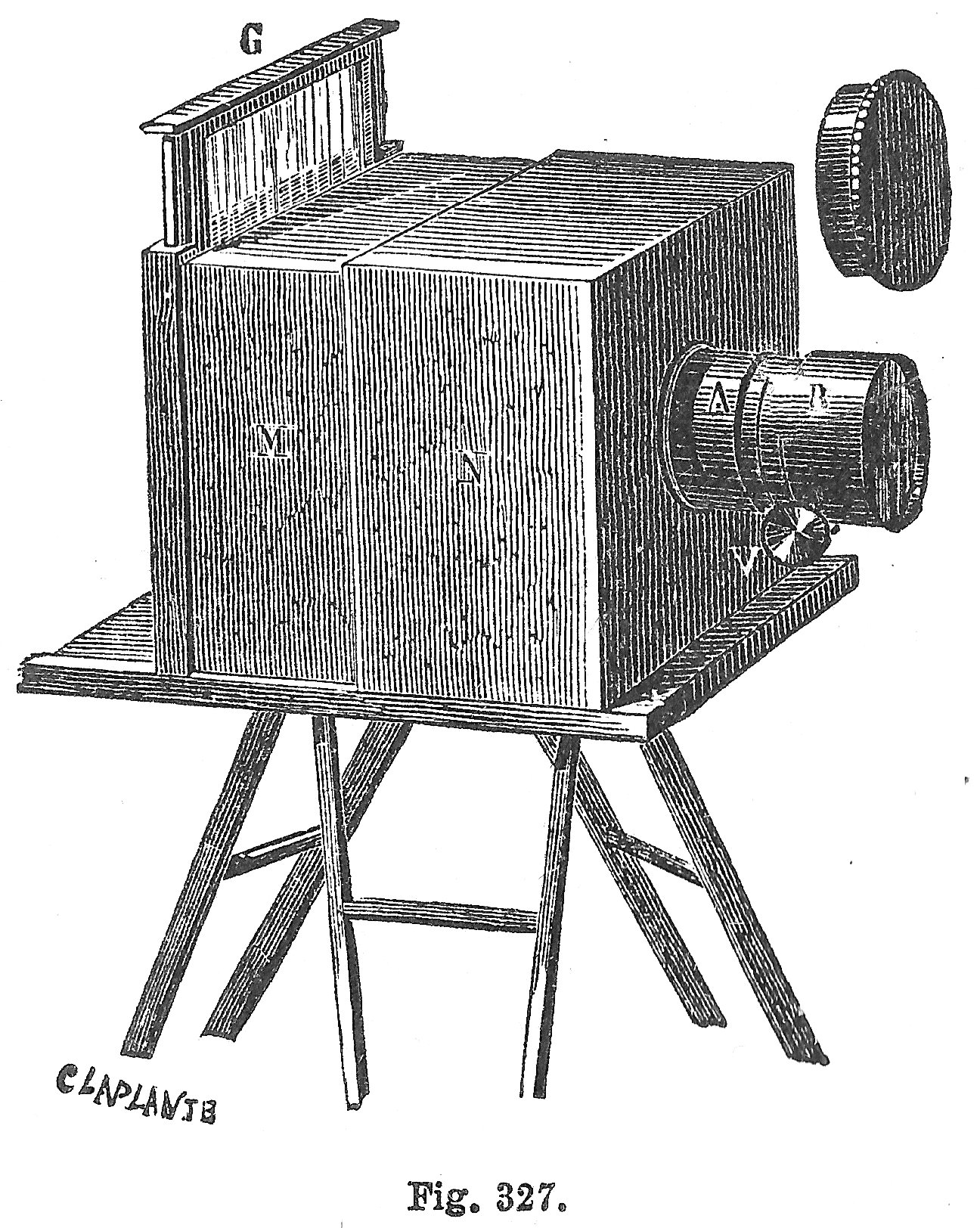
Daguerréotype. En C, insertion de la plaque argentée au fond de la chambre noire.

En 1839, quand l'invention de Daguerre — le daguerréotype — a été présentée au public, elle a reçu un accueil des plus enthousiastes. Dans son Histoire de la photographie, le spécialiste Helmut Gernsheim déclare : « il est probable qu'aucune invention n'a autant exalté l'imagination du public et n'a conquis le monde en une vitesse aussi fulgurante que le Daguerréotype. »
Un témoin écrit : « Une heure après, toutes les boutiques étaient prises d'assaut. Mais il n'a pas été possible de rassembler assez d'instruments pour satisfaire la marée des daguerréotypeurs en herbe. Quelques jours plus tard, on pouvait voir sur toutes les places de Paris, face aux églises et aux palais, des chambres noires montées sur leur trépied. Tous les physiciens, chimistes et intellectuels de la capitale polissaient des plaques argentées. Même les épiciers prospères n'ont pas pu se refuser le plaisir de sacrifier un peu de leurs ressources sur l'autel du progrès, en les laissant se volatiliser avec de l'iode et fondre dans les vapeurs de mercure. » Le daguerréotype a pour caractéristique d’être à la fois positif et négatif, on parle alors d’amphitype. L’image est de grande finesse, mais aussi très fragile car elle n’est composée que d’une fine couche d’argent. Afin de les protéger des abrasions et de la pollution atmosphérique, les daguerréotypes sont souvent placés dans des écrins ou encadrés.
La presse parisienne n'a pas tardé à nommer cette mode de « daguerréotypomanie ». Devant la qualité remarquable des daguerréotypes, Sir John Frederick William Herschel, un scientifique britannique a écrit : « On peut sans exagérer, les qualifier de miraculeux ». Honoré de Balzac, puis Théophile Gautier et Gérard de Nerval ont été jusqu'à attribuer à cette invention des pouvoirs magiques,. Cependant, tout le monde n'a pas fait bon accueil à cette invention. En 1856, le roi de Naples a interdit la photographie, peut-être parce qu'il la croyait liée au mauvais œil[réf. souhaitée].
L'invention a causé une vive inquiétude parmi les peintres qui l'ont perçue comme une menace pour leur gagne-pain. Un commentateur a affirmé une autre de leurs craintes en ces termes : « La photographie est si rigoureusement fidèle à la réalité optique qu'elle risque de détruire la conception que chacun se fait de la beauté ». En outre, les images photographiques ont même été critiquées pour leur réalisme implacable qui a fait voler en éclats les illusions de la beauté et de la jeunesse dont on se berçait jusqu'alors.
Dans le domaine scientifique, en matière d'astronomie, François Arago, alors directeur des observations à l'Observatoire de Paris, soutient dès 1839 l'utilisation du procédé pour la prise de clichés d'objets célestes. En mars 1840, John William Draper réussit le premier daguerréotype net de la Lune.
Grâce au daguerréotype, on obtient des images après « seulement » une demi-heure de pose (lorsque le ciel est parfaitement dégagé). Cette lenteur est quelque peu problématique : les rues de Paris, même à une heure d'affluence apparaissent totalement vides. La première photographie représentant des êtres humains sera réalisée par hasard par Daguerre en 1838 à Paris : un passant se faisant cirer les chaussures par un cireur des rues, les deux personnages sont restés immobiles pendant plusieurs minutes.
Cependant toutes ces images ne pouvaient être produites qu'en un seul exemplaire à la fois, et elles nécessitaient des temps d'exposition de plusieurs dizaines de minutes, ce qui rendait très difficile la réalisation de portraits.

### Évolution
Par la suite, la photographie évolue très vite. En effet, le résultat des recherches est acquis par l'État français et chacun peut très vite l'améliorer.
Les progrès suivent trois directions :
1. La réduction du temps de pose par augmentation :
  - de la sensibilité des surfaces sensibles ;
  - de la luminosité des objectifs.
2. L'amélioration de la stabilité du tirage
3. La simplification de l'utilisation des appareils, grâce à l'invention :
  - d'appareils de plus en plus légers et de moins en moins chers ;
  - de préparations stables évitant les manipulations chimiques ;
  - de l'introduction de l'informatique avec la numérisation de l'image, dite « photo numérique ».

## Reproductions photographiques

### L'invention du négatif

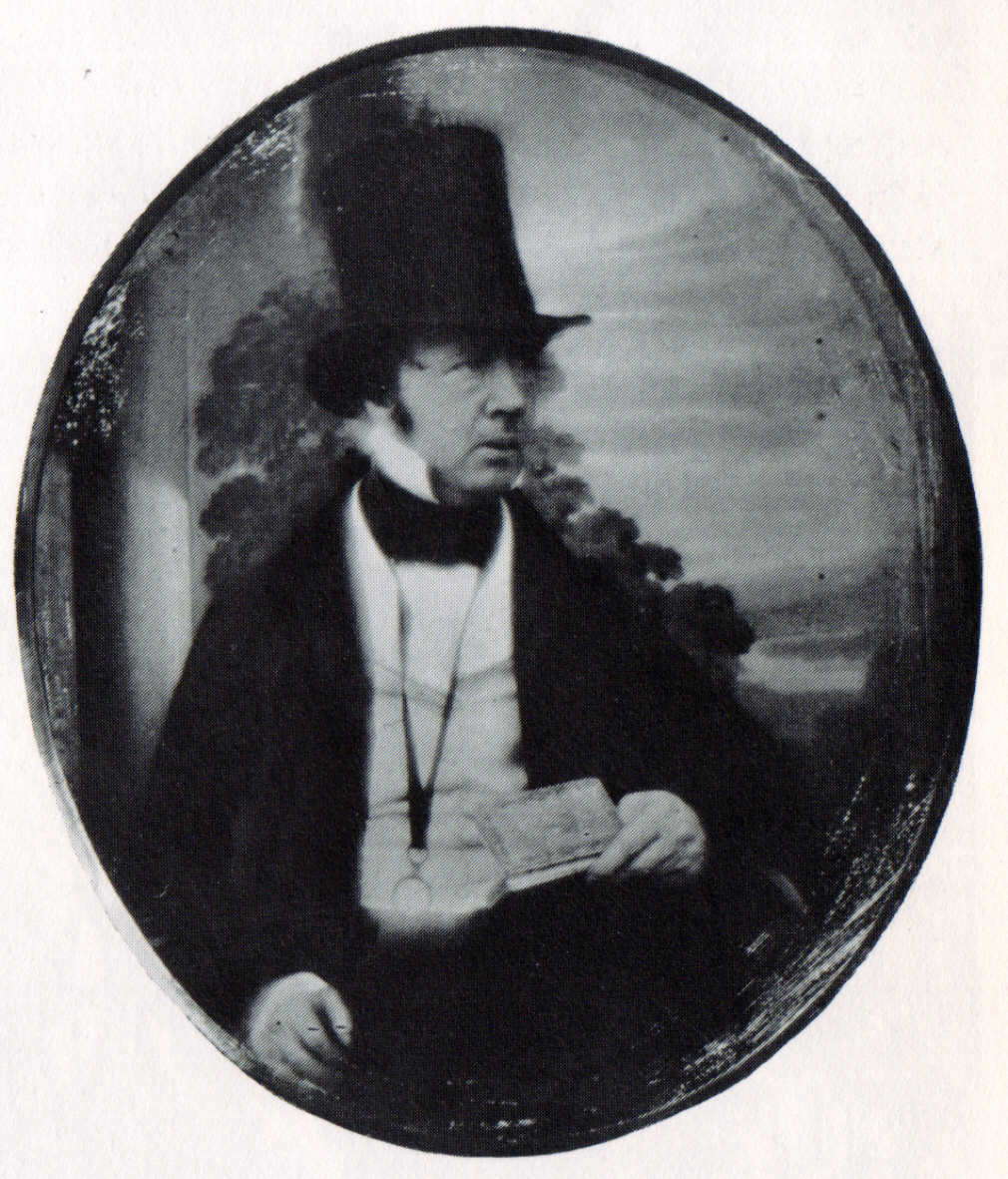
William Talbot.

William Henry Fox Talbot (1800-1877) mène des recherches parallèles à celles de Niépce et Daguerre à partir de 1833 et est persuadé d'avoir inventé la photographie. En 1840, il invente le « calotype », procédé négatif-positif qui permet la diffusion multiple des images. Suivent d'autres recherches qui, petit à petit, permettent d'améliorer la qualité des images, la sensibilité à la lumière des surfaces sensibles et de simplifier la procédure de prise de vue : 1847 « procédé à l'albumine » (Claude Félix Abel Niépce de Saint-Victor, cousin de Nicéphore), 1850 « procédé au collodion humide » et 1851 « ambrotypie » (Frederick Scott Archer), 1852 « ferrotypie » (Adolphe-Alexandre Martin) et la "panotypie" (Jean Nicolas Truchelut). Il ne faut pas non plus oublier les travaux négatif/positif sur papier d'Hippolyte Bayard, photographe français (contemporain de Fox Talbot), qui publia en 1839 le premier autoportrait (le noyé-suicide). Niépce, Daguerre et Talbot n'ont cependant pas été les seuls à revendiquer la paternité de la photographie. Après l'annonce de Daguerre en 1839, au moins 24 hommes, de la Norvège au Brésil, ont fait de même.

### Le procédé Talbot

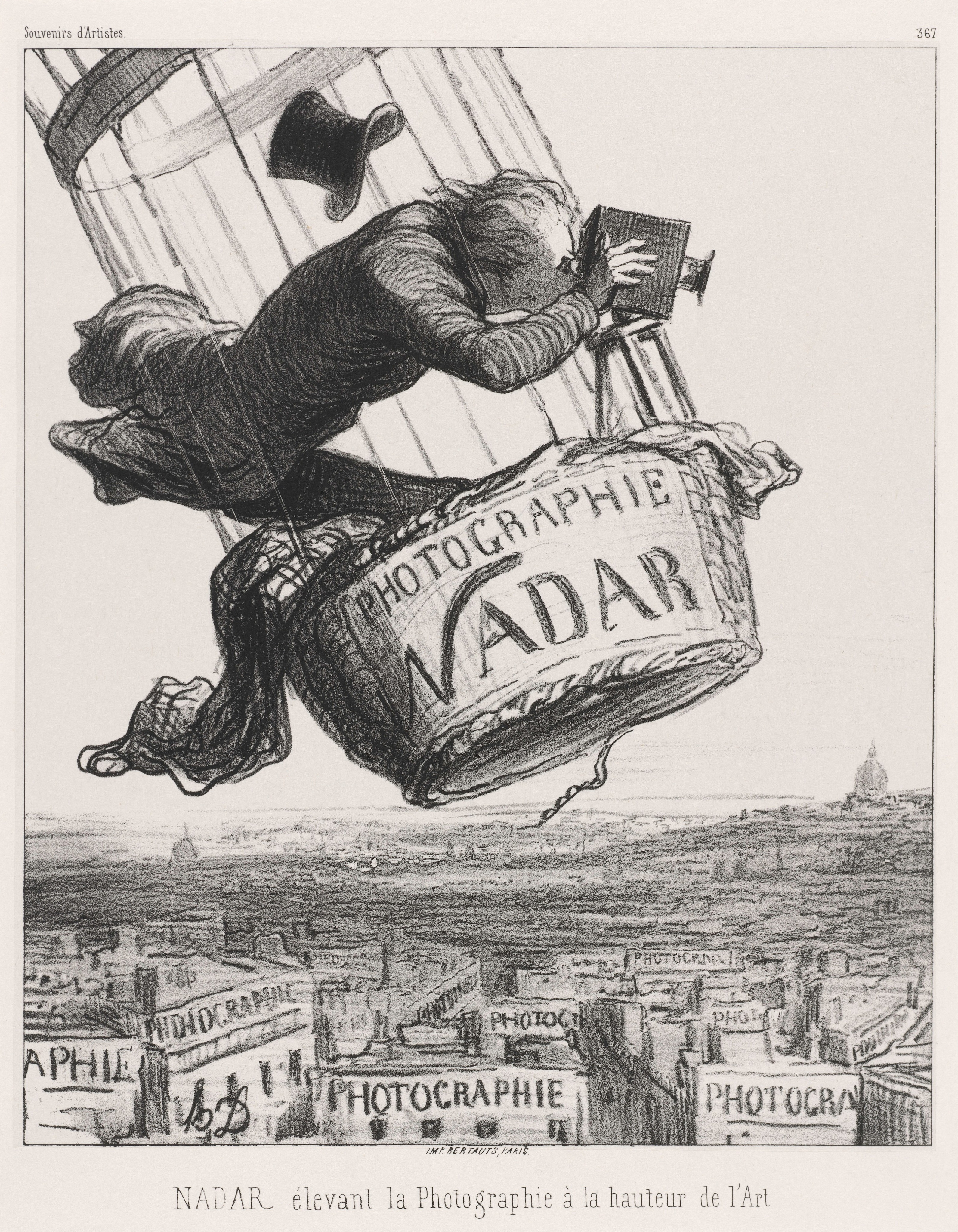
Nadar élevant la photographie à la hauteur de l'art, par Honoré Daumier.

Talbot installait une feuille de papier enduite de chlorure d'argent dans sa chambre noire. Il obtenait un négatif, qu'il cirait pour le rendre transparent. Il le plaçait ensuite sur une autre feuille imprégnée, puis l'exposait à la lumière du jour. Il créait ainsi une image positive.
Si, au départ, le procédé de Talbot a été beaucoup moins populaire que celui de Daguerre, et de qualité inférieure, il avait néanmoins de l'avenir. Il permettait de produire plusieurs exemplaires d'une image à partir d'un seul négatif ; de plus, le papier coûtait moins cher et il était plus facile à manipuler que le fragile daguerréotype. Malgré son succès initial, la daguerréotypie n'a eu aucun débouché, alors que la technique de Talbot sert toujours de base à la photographie moderne.
Félix Tournachon plus connu sous le nom de Nadar en fait une utilisation commerciale. Il réalise des portraits des personnalités de l'époque, et en 1858 il réalise à Bièvres la première photographie aérienne, prenant une vue de Paris depuis un aérostat.

### De la plaque de verre au film souple

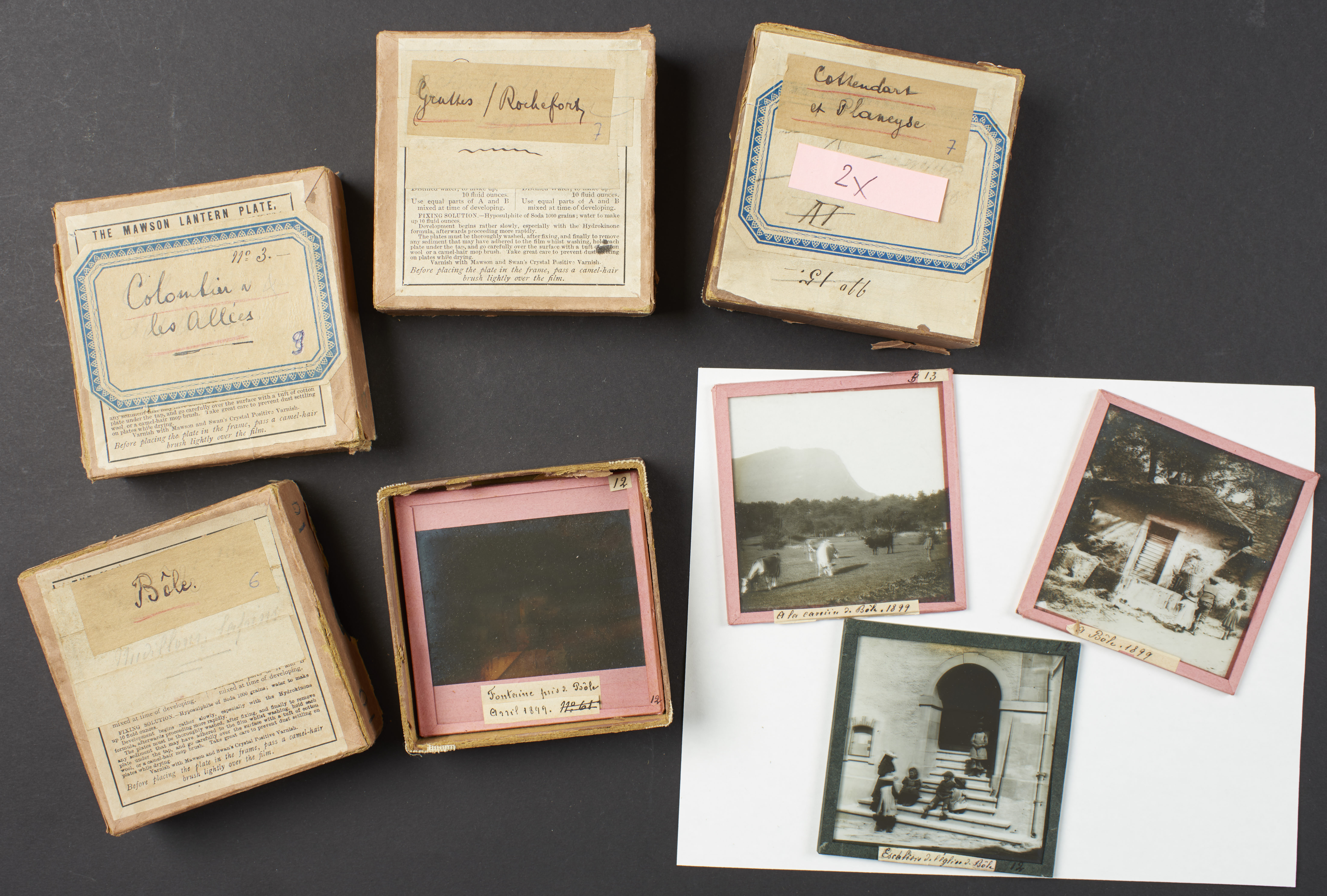
Négatifs sur plaques de verre de la fin du 19e siècle (Archives de Milvignes)

Les premiers clichés étaient réalisés sur des plaques de verre, relativement encombrantes, lourdes et fragiles. L'invention de procédés comme le collodion humide en 1851 et le Gélatinobromure d'argent inventé par Richard Leach Maddox en 1871 contribuent à accélérer le procédé de prise de vue. En 1889, George Eastman commercialise les surfaces sensibles souples, mises au point par John Carbutt, et le film en celluloïd, permettant de stocker plusieurs images dans le magasin de l'appareil photographique, supplante la plaque de verre. La diminution de la taille des appareils facilite la pratique de la prise de vue en (presque) tous lieux et toutes circonstances, ouvrant la voie à la photographie de voyage et de reportage. Le procédé de la miniaturisation de l'appareil permet de faire des clichés avec différents types de prise de vue.
Le Kodak sera le premier appareil photographique fabriqué par la compagnie Eastman permettant d'enregistrer une centaine d'images sur support souple. Une fois le film exposé, l'appareil était renvoyé à Rochester (État de New York aux États-Unis) où le film était développé, les épreuves tirées, l'appareil rechargé, et le tout renvoyé à son propriétaire.

## Une nouvelle profession: photographe

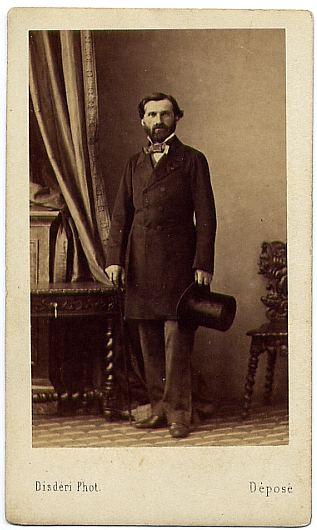
Photographie de Giuseppe Verdi par Disdéri.

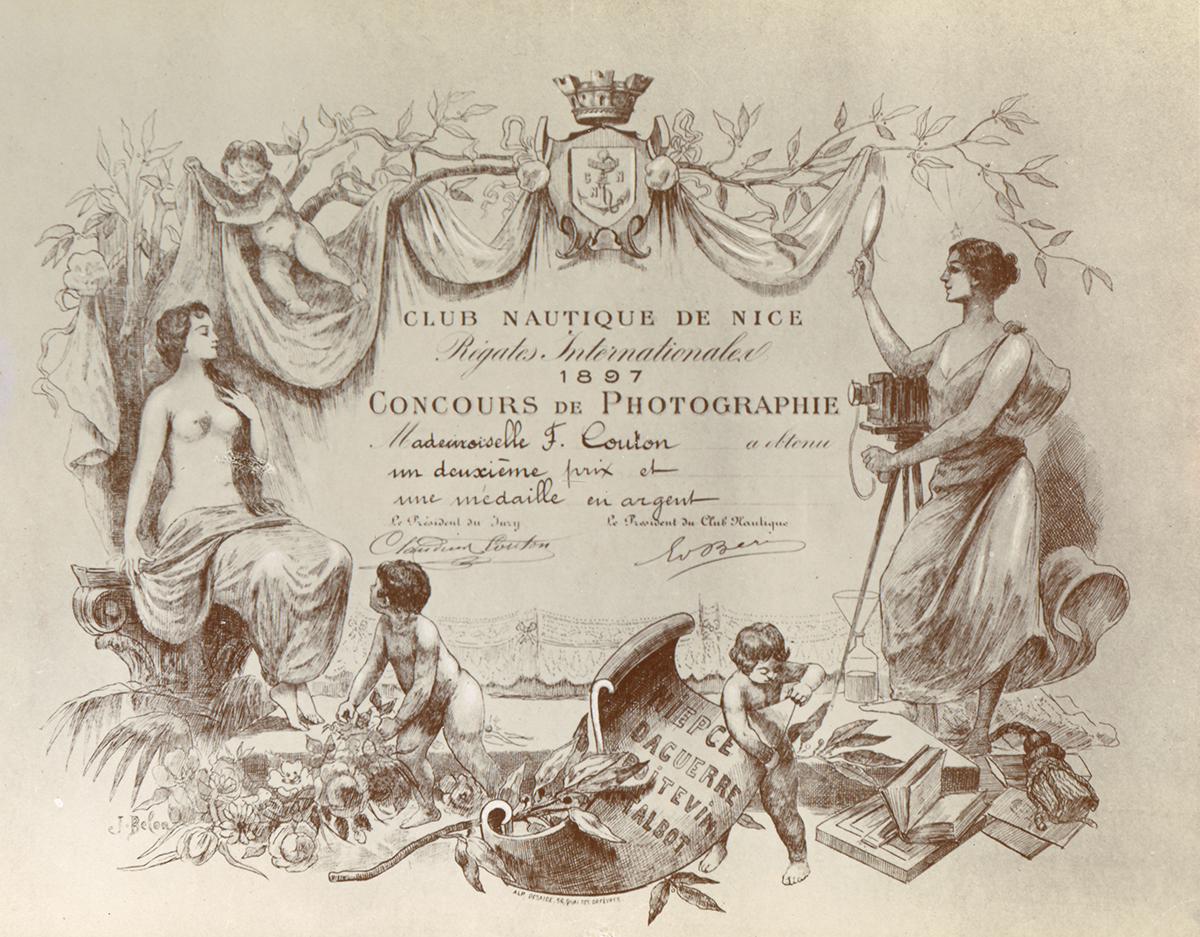
Concours de photographie en 1897.

L'avènement de la photographie en 1839 ouvre la voie à une nouvelle activité professionnelle : photographe. Un grand nombre de peintres embrassent cette activité naissante, mais également des hommes (et quelques femmes) qui comprennent très vite l'intérêt financier que représente cette profession.

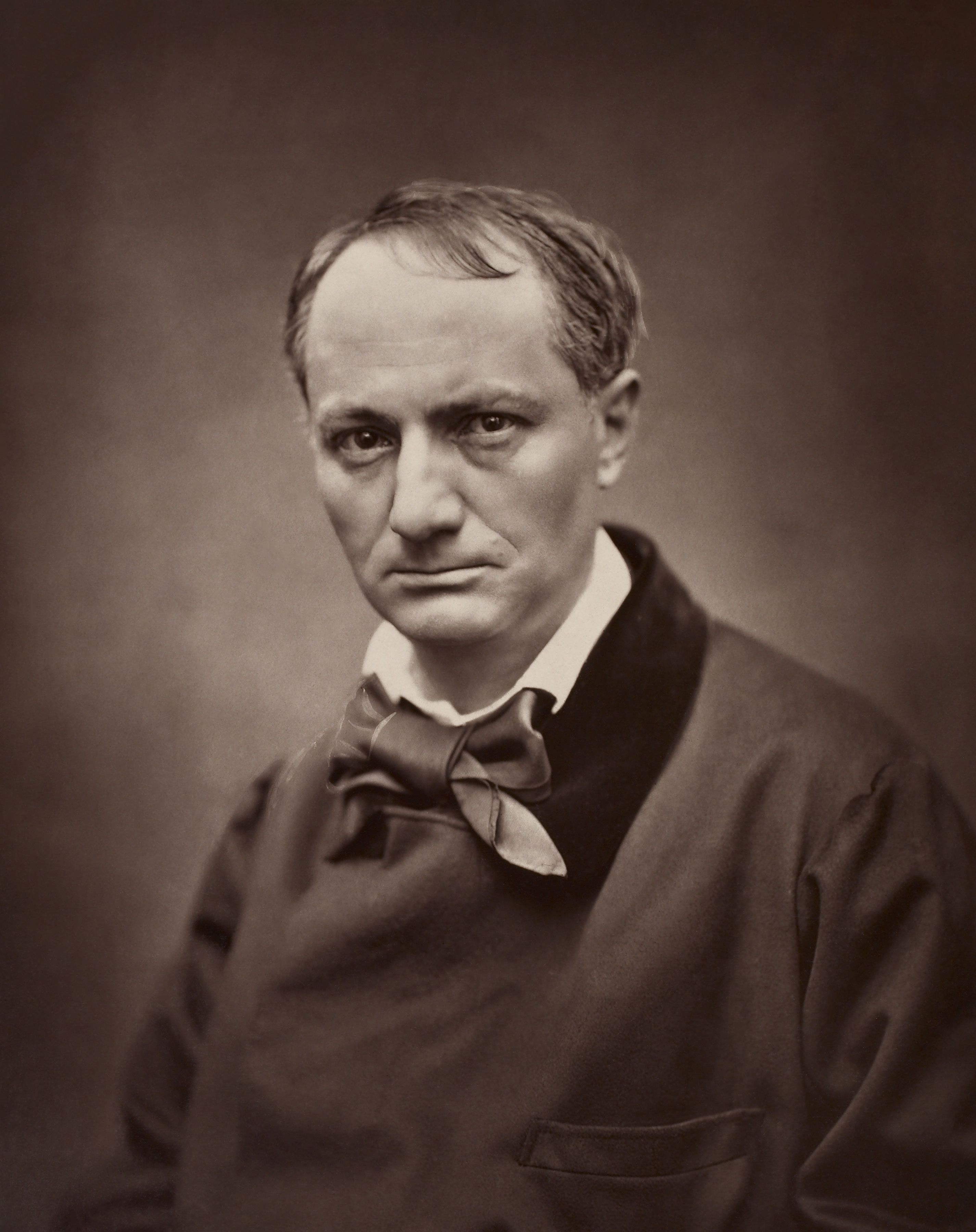
Portrait de Charles Baudelaire par Étienne Carjat.

Pierre-Jean Amar relève que « bien des artistes décrient l'arrivée intempestive de cette technique et lui dénient toute valeur artistique » : c'est le cas d'Alphonse de Lamartine — qui révisera cependant son jugement avec son portrait réalisé par Antoine Samuel Adam-Salomon — ou encore de Charles Baudelaire, qui conçoit la photographie uniquement comme une science appliquée — mais dont le portrait réalisé en 1863 par Étienne Carjat (ci-contre) passe pour l'une des œuvres majeures de la photographie du XIXe siècle.
L'histoire de la photographie est généralement racontée au travers d'une cinquantaine de noms de photographes, représentant la dimension artistique de cette profession. L'apparition en 1854 de la photo en série et la profusion des photographes permet de regarder cette histoire sous l'angle industriel. L'histoire de la photographie peut alors être envisagée au travers de plus de 11 500 photographes.
L'angle financier devient l'angle majeur, et l'angle artistique mineur. La dimension sociale est alors prépondérante. Les photographes sont si nombreux à la fin du XIXe siècle que dans son dictionnaire des professions, Edouard Charton présente cette profession comme le type même des professions émergentes.
Les photographes durant cette période ont eu une production considérable et la photo carte de visite représente alors la majorité de la production. Produite en plusieurs millions d'exemplaires de 1854 aux années 1910, la photo-carte apprend à connaître l'évolution de cette profession. Le verso des photos-cartes apporte une foule de renseignements : adresse, changement d'adresse, apparition du téléphone et du métropolitain, parfois leurs différentes professions… Des annotations manuscrites renseignent sur les usages de la photo. Cette multitude d'informations fournies par les photographies ouvre la voie à d'immenses possibilités de recherches et d'études dans le domaine social ou dans le domaine culturel. En 1872, il sort des ateliers de Disderi 2 400 photos-cartes par jour.
Une base de données, réalisée par François Boisjoly propose plus de 22 000 photographies et présente plus de 16 000 noms et adresses d'hommes ayant vécu pour et par la photographie à cette époque. L'un des intérêts de cette base de données est de fournir des informations sur les photos elles-mêmes et sur les photographes.
Une véritable histoire sociale de la profession de photographe en découle, montrant les mutations de la société, l'évolution de l'activité professionnelle et la mobilité des hommes vivant de la photographie. Débutant à Paris, la profession se diffuse sur l'ensemble du territoire national durant la deuxième moitié du XIXe siècle. La démocratisation du procédé au travers du territoire est un révélateur de l'engouement de la population pour la photographie. La rapidité de cette propagation permet d'analyser et de mettre en évidence la prédisposition du pays à recevoir un procédé de diffusion de masse pour les images.
Un grand concours photographique est organisé lors de l'exposition universelle de 1900, sous l'égide d'Alphonse Davanne, président de la Société française de photographie, et de M. le commandant Houdaille, membre du Comité de cette même société. Chaque concurrent doit soumettre au jury douze épreuves sur plaques ou pellicules prises durant le concours de ballons du parc d'aérostats basés à Vincennes, développées par leurs soins, et rassemblées prétimbrées au bâtiment de protection des dirigeables.
On compte aujourd'hui en France environ 25.000 photographes professionnels.
Datation des photos :
Certaines caractéristiques permettent de dater approximativement ces photos de la fin du XIXe siècle. Il est cependant important de noter que ces méthodes de datation ne sont pas toujours exactes : Le photographe a peut-être utilisé d'anciennes cartes plusieurs années après leur acquisition pour produire la photo originale.
- Support des photos

1866-1880 Monture carrée
1880-1890 Carton carré épais - Bords festonnés dans les années 1890
- Couleurs des cartes

1866-1880 Papier cartonné fin et léger blanc, blanc cassé ou crème clair. Les couleurs blanches et claires ont été utilisées plus tard, mais généralement sur du papier cartonné plus lourd.
1880-1890 Différentes couleurs pour le visage et l'arrière des supports
1882-1888 Face avant mate, dos jaune crème brillant.
- Bordures

1866-1880 Liserés, lignes rouges ou or, lignes simples et doubles
1884-1885 Larges bordures dorées
1885-1892 Bords biseautés en or
1889-1896 Règle de coin arrondi d'une seule ligne
Années 1890 Bordures ou lettrage en relief

## Photographie moderne

### L'autochrome et la photographie en couleurs
Charles Cros et Louis Ducos du Hauron présentent le même jour à l'académie des sciences le principe de la photographie en couleurs indirecte en trichromie soustractive en 1869, nécessitant l'exposition de 3 images correspondant aux trois couleurs primaires. Le procédé sera utilisé à grande échelle par Prokudin-Gorskii entre 1900 et 1918.
Une étape importante fut ensuite le premier procédé véritablement pratique de photographie en couleur, l’« autochrome », inventé par les frères Louis et Auguste Lumière en 1903 et commercialisé à partir de 1907. L'utilisation est simple (une seule image) mais la sensibilité très faible oblige à des poses de quelques secondes et le format des plaques 9 × 12 impose des appareils lourds. Les couleurs sont obtenues grâce à une trichromie composée de grains de fécule de pomme de terre et les couleurs primaires, rouge, vert, bleu. Chaque autochrome est donc une image unique.
La photographie autochrome était faite pour être regardée en projection. La reproduction sur papier révèle les subtilités de ce type de vision, et aussi son caractère d'objet unique : se voient en effet les imperfections de l'émulsion, les marques du temps. Les vues prises « sur le vif » sont peu fréquentes, le procédé ne permettant pas les prises de vues rapides.
Il faudra attendre 1935 avec l'entrée en production de l'Agfacolor puis du Kodachrome pour que la photographie en couleur se répande avec des appareils compacts faciles à transporter (pellicule souple) mais toujours limitée à des diapositives. Les amateurs devront attendre l'Ektachrome vers 1946 pour disposer d'un traitement abordable bien que délicat.
Le succès à grande échelle dépendait de la possibilité de tirage sur papier que permet le Kodacolor introduit en quantité limitée pendant la Seconde Guerre mondiale (1942) puis plus largement dans les années 1950 sous le format 135.

### Naissance du petit format
On ne peut aborder l'histoire de la photographie sans évoquer le « petit format », tant ce concept a été décisif dans l'évolution ultérieure de la discipline.
Thomas Edison avait défini vers 1891 les dimensions et les perforations de la pellicule utilisée dans le kinétoscope. En 1912, l'Américain Edgar Fahs Smith construisit une caméra utilisant ce support, mais le manque de sensibilité des émulsions fit échouer sa commercialisation.
En 1909, le Français Étienne Mollier eut l'idée d'utiliser le film cinématographique 35 mm dans son appareil photographique appelé le Cent-Vues, un appareil « de poche » qui prenait tout de suite cent vues 18/24 mm. Le Cent-Vues fut fabriqué en 1910, obtint la Médaille d'or du Concours Lépine et fut commercialisé aussitôt, à petite échelle et sans grand succès.
En 1913, Oskar Barnack construisit le premier prototype du Leica, qui fut commercialisé à partir de 1925 et fut le premier des appareils utilisant le format 24 × 36 mm, qui est resté le plus courant jusqu’à la fin du XXe siècle.
Le Leica fut à l'origine du concept de « petit format ». Auparavant le format des images négatives était au minimum de 4,5 × 6 cm, et plus souvent de 6 × 9 cm et plus, et un tirage par contact permettait d'obtenir une épreuve positive lisible. Par contre il était difficile de disposer sur une même pellicule de plus d'une douzaine de vues. L'utilisation du film de 35 mm sur lequel les clichés mesurent 24 × 36 mm permet de tripler l'autonomie d'un film. Corollaire négatif : les images sont trop petites pour permettre une lecture directe et nécessitent un agrandissement. Celui-ci n'est rendu possible que par l'amélioration de la qualité des émulsions, notamment l'augmentation de la sensibilité sans altération de la définition qui est liée à la finesse du grain.
Le 24 × 36 (comme on le désigne couramment), s'il représente le standard le plus utilisé dans la pratique photographique tant amateur que professionnelle, n'a pas supplanté totalement les autres formats. Une taille de négatif supérieure permet une image d'encore meilleure qualité, et les professionnels ou les amateurs les plus avertis continuent d'utiliser le moyen format qui va de 4,5 × 6 cm à 6 × 9 cm et dont le support est un film souple, et le grand format sur plans films ou plaques de verre.

#### Popularisation du positif direct
Vers 1948, le docteur Edwin H. Land met au point le premier appareil à développement instantané, le Polaroïd, et en 1962, il adapte ce procédé à la couleur.
Tous les procédés photographiques actuels en argentique ne sont que des perfectionnements des inventions citées plus haut.
Les premières versions du polaroïd comportaient un internégatif. Dans les années 1980 la technique est améliorée pour se passer de l'internégatif et obtenir un véritable positif direct.
C'est pourtant une des premières recherches de la photographie sur laquelle le français Bayard avait travaillé autour de 1838-1839, simultanément aux recherches de Niépce et Daguerre sur le daguerréotype. On connaît de Bayard avec ce procédé le premier autoportrait (dit « l'Autoportrait en noyé ») de l'histoire de la photographie.

#### Une variante, la photographie en relief
La stéréoscopie a été inventée avant la photographie (Wheatstone, 1838). Des photographes se sont mis dès 1841 à prendre des photos en relief, en deux poses successives avec un décalage entre les deux prises de vues. Cette prise de vues en deux temps n'étant pas possible pour les portraits, des appareils à deux objectifs ont été construits à cet effet dès les années 1850.

#### La photosculpture
La photosculpture inventée par François Willème en 1859-1860, est une technique combinant la prise de vue simultanée d'un sujet par 24 appareils photographiques disposés autour de lui sur un plan circulaire. Les 24 clichés une fois tirés, combinés avec l'usage d'un pantographe, permettant de réaliser des images en trois dimensions.
Par la suite, une autre technique de réalisation de photographie en trois dimensions fut inventée à la fin du XIXe siècle par le photographe Lernac : la photostérie. Nadar s'y intéressa et contribua à la perfectionner et la faire connaître.

## L'ère numérique

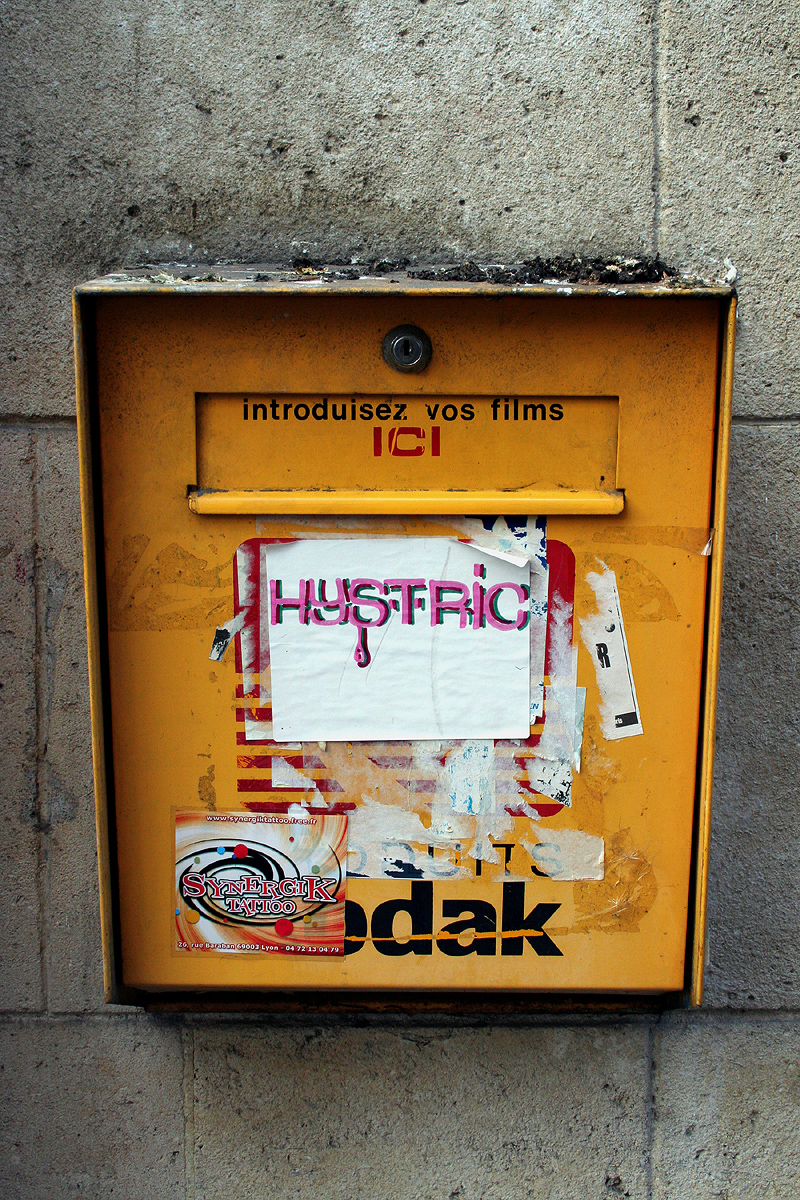
En janvier 2007, Kodak annonce la fermeture de son dernier laboratoire en France.

Avec le XXIe siècle, la photographie est entrée dans l'ère numérique. La surface sensible, négative ou positive, dont l'image est révélée chimiquement, est remplacée par un capteur photosensible. Chaque image est délivrée par l'appareil sous la forme d'un fichier numérique, exploitable au moyen d'un ordinateur personnel ou professionnel, mais qui peut aussi donner lieu au tirage d'une épreuve photographique sur un support papier, à des bornes automatiques payantes placées dans certains magasins.

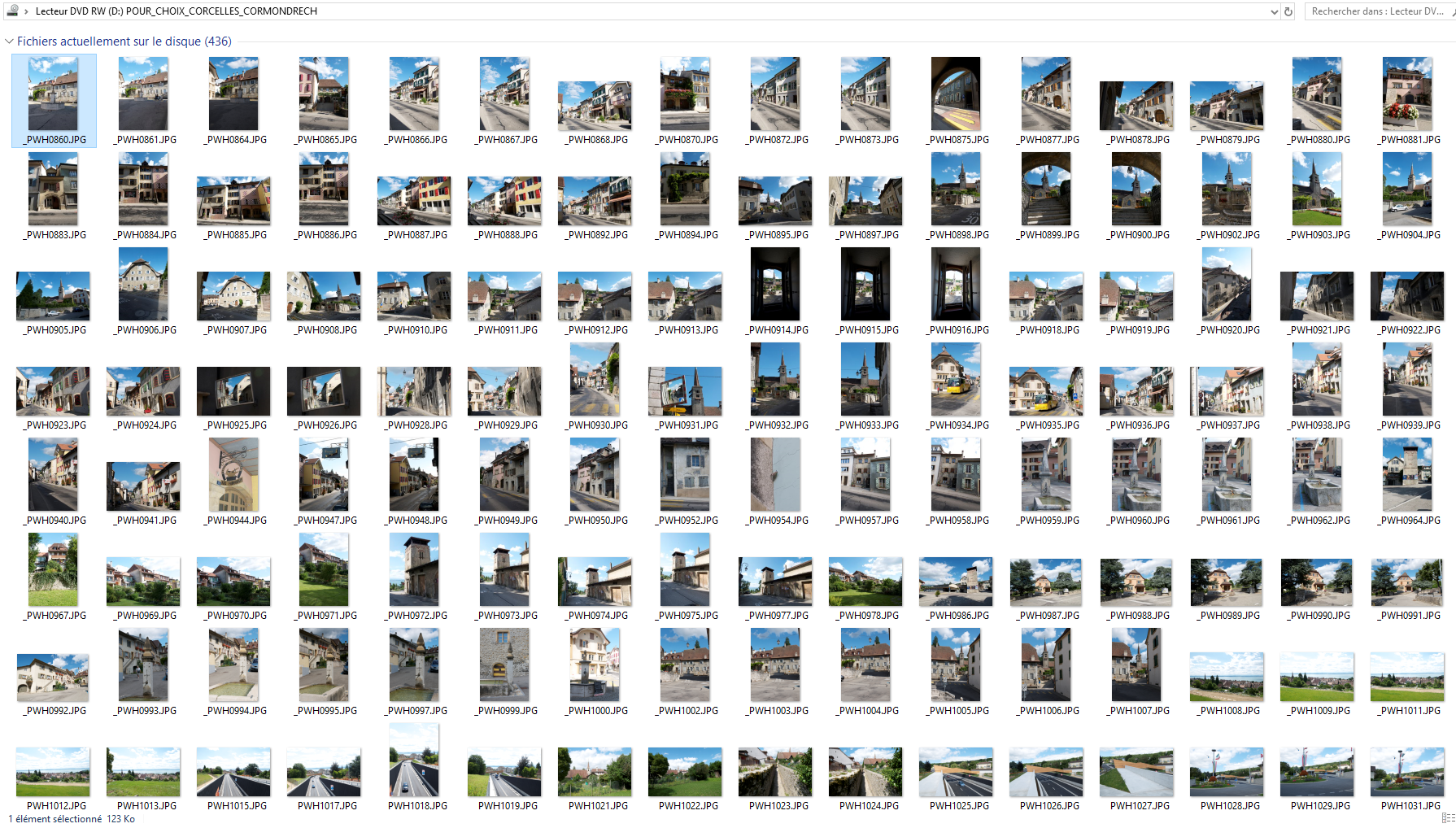
Photographies numériques conservées sur CD-R (Archives de Corcelles-Cormondrèche)

La photographie numérique ouvre toutes sortes de possibilités nouvelles : le même fichier peut en effet donner lieu à une image en couleurs ou noir et blanc, ou présentant tout contraste ou toute tonalité (trait, sépia...). Lors de la prise de vue, le photographe dispose d'une très grande autonomie (jusqu'à plusieurs milliers de vues sur le même support numérique) et peut modifier sensibilité et ton de l'image à volonté. Les appareils numériques donnent aussi la possibilité de capter des images animées (vidéographie) avec le son ambiant. Les appareils sont en général devenus plus petits, tout en offrant des possibilités techniques et une souplesse très supérieures à celles de leurs prédécesseurs argentiques, pour un niveau de qualité équivalent, bien que le rendu soit différent (le grain n'est pas le même, les effets de moiré ne sont pas rendus de la même façon...), mais à un coût très inférieur : le prix d'un support numérique, minuscule, à grande capacité et réinscriptible donc réutilisable en théorie à l'infini, est équivalent à celui de quelques rouleaux argentiques, à usage unique et spécialisé (un rouleau égale une sensibilité et ou bien la couleur, ou bien le noir et blanc), et ne fournissant que quelques dizaines d'images.
Toutes les retouches sont envisageables : recadrage, colorimétrie, contraste, netteté... et jusqu'au contenu même de l'image (ajout/suppression de personnes ou d'objet, modification de l'apparence physique d'une personne, etc.). Les images peuvent être sauvegardées sur un support numérique quelconque, être envoyées en pièce jointe à un courrier électronique, faire l'objet d'un tirage papier dans le commerce ou à domicile...
L'évolution actuelle semble condamner la technique argentique à ne subsister que sous forme d'expression purement artistique pratiquée par quelques rares amateurs.
Les techniques informatiques permettent de transformer une image en une série de points, les pixels, dont les caractéristiques sont exprimées par des nombres. Grâce à cette numérisation, il est possible de reconstruire l'image à volonté sur des périphériques informatiques adaptés : on peut ainsi la traiter avec des logiciels de développement et retouche puis l'imprimer ou la diffuser au format numérique.
La difficulté rencontrée avec cette technologie, qui marque une rupture complète avec les procédés physico-chimiques initiaux, se situe dans la conception des capteurs électroniques de l'image qui remplacent le film. La résolution de ces derniers, le nombre de pixels d'une image qu'ils sont capables de générer et la sensibilité évoluent très rapidement. Le nombre de photosites par millimètre carré joue un rôle non négligeable, même si, comme pour les anciennes techniques, la qualité de l'image finale dépend de nombreux autres paramètres, comme la taille du capteur, en rapport avec le pouvoir séparateur des optiques employées. En utilisant une même optique, un capteur 12 millions de pixels plein format aura une bien meilleure qualité d'image qu'un capteur d'appareil compact numérique ayant le même nombre de pixels.
La photographie numérique permet de disposer instantanément et en grand nombre du résultat pour l'évaluer, le transmettre ou le diffuser ; elle permet aussi de retraiter et retoucher les images avec un ordinateur et un logiciel de traitement d'image. Ces logiciels permettent une grande liberté de création, allant de la simple correction de lumière, de contraste ou de couleur à la retouche et la composition d'images.
La plupart des appareils bon marché souffrent d'une latence entre le moment où on appuie sur le déclencheur et celui où la photo est prise ce peut nuire au naturel de la photo.
Les réseaux de communication, internet et les services communautaires de photo en ligne apparus depuis 2003, ont déployé les possibilités d'usage de la photo numérique. Avec les blogs et les services de partage de photographies comme Pikeo, Flickr, deviantART ou encore Piixeo, les photographes internautes disposent d'outils et de services permettant de communiquer, d'échanger et d'exposer leurs photos numériques, autant dans la sphère privée ou communautaire qu'à l'échelle planétaire. Les services offrent des possibilités d'exploitation en ligne considérables : gestion des contacts, diaporamas, localisation géographique, etc. Les artistes et professionnels y trouvent leur compte avec des audiences importantes pouvant dépasser n'importe quel lieu d'exposition physique.
Les grandes marques d'appareils photo numériques sont : Nikon, Canon, Olympus, Sony, Leica, Fujifilm, Kodak, Panasonic, Pentax, Samsung, Casio

### La photographie de synthèse
Mimétisme de la photographie matérielle, elle s'inscrit dans l'espace numérique 3D. L'infographie 3D, en créant des univers numériques sur copie de l'univers matériel, nécessite un procédé de représentation visuel de ces univers. La photographie de synthèse est donc l'application à l'espace numérique de la photographie matérielle (analogique et numérique). Bien que reprenant les caractéristiques de la photographie matérielle, elle permet de s'en éloigner n'étant pas contrainte par les limites physiques du monde matériel.